# Regenbremse

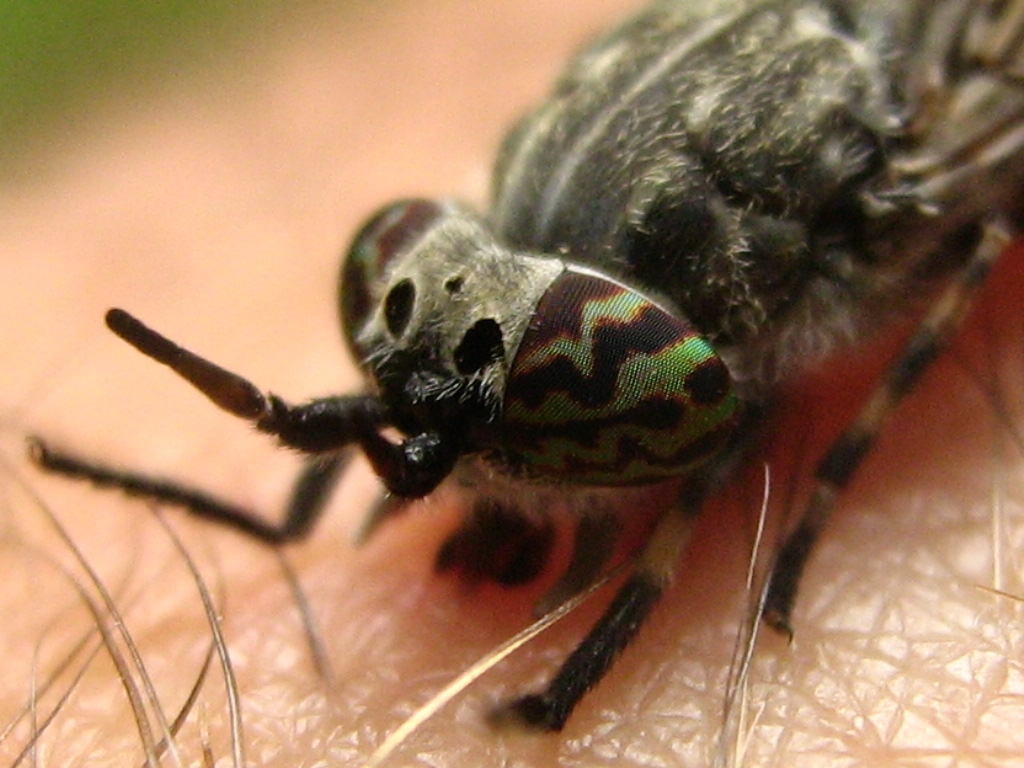
Weibliche Regenbremse beim Blutsaugen; Facettenaugen liegen gut erkennbar auseinander.

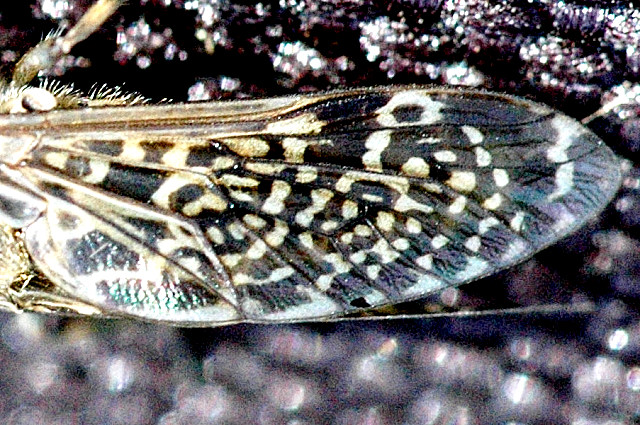
Flügel einer Regenbremse

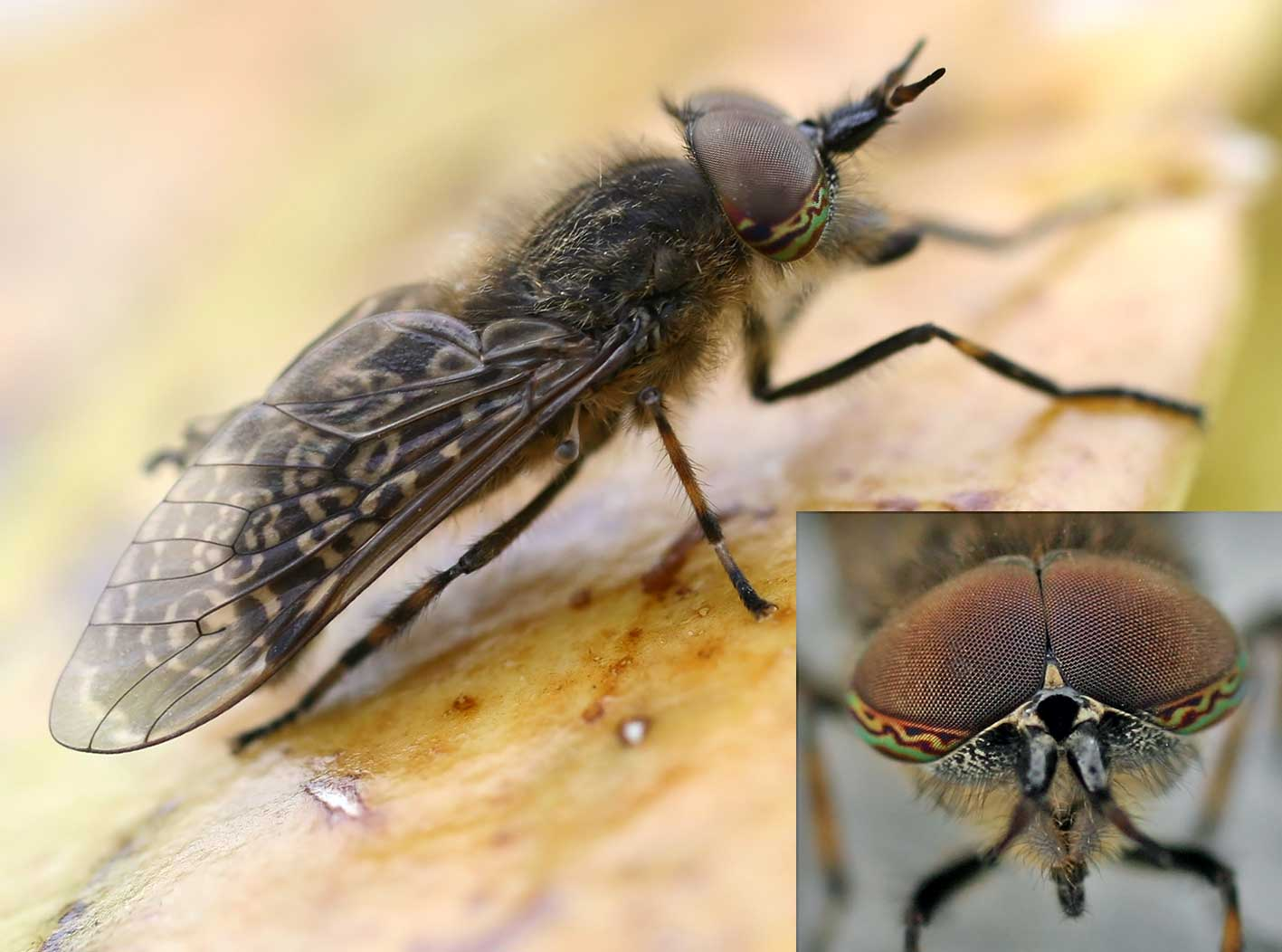
Männliche Regenbremse

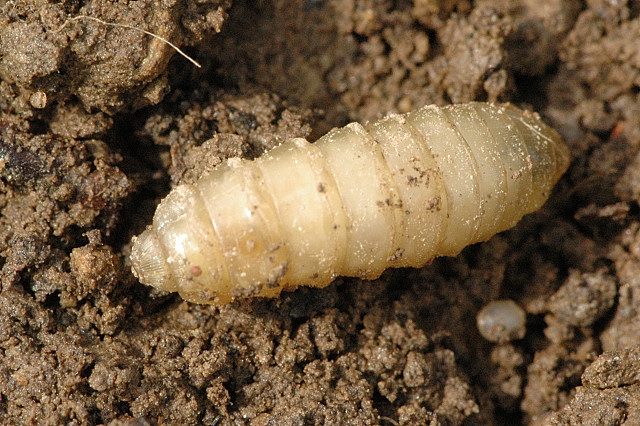
Larve der Regenbremse

Die Regenbremse (Haematopota pluvialis), im Volksmund auch Regenbogenbremse, Blinde Fliege, Gewitterbremse sowie Faulstich genannt, ist eine Fliegenart aus der Familie der Bremsen (Tabanidae).

## Merkmale
Regenbremsen erreichen eine Körpergröße von 8 bis 12 Millimetern. Der schlanke Körper weist eine dunkelbraune bis graue Färbung auf, der Thorax besitzt dunkle Längsstreifen. Die auffallend großen Facettenaugen sind bei den Weibchen deutlich getrennt, bei den Männchen stoßen sie aber fast auf der gesamten Innenseite aneinander. Sie sind weinrot gefärbt, werden bei den Weibchen aber durch drei in Regenbogenfarben gefärbte Zackenbinden dominiert. Die Männchen weisen nur eine solche Binde an der unteren Außenseite der Augen auf. Die Flügel sind milchig und haben eine weiße bis gräuliche Marmorierung. Sie werden in Ruhestellung dachartig über das Abdomen gelegt. Das Weibchen besitzt einen kräftigen, kurzen Stechrüssel, welcher beim Männchen weitgehend zurückgebildet ist. Die Fühler sind mehrgliedrig und hornartig nach vorne gestreckt.

## Vorkommen und Verbreitung
Die Regenbremse kommt in der gesamten paläarktischen Region bis in eine Höhe von etwa 2000 m vor. Sie gilt als häufigste Bremsenart Europas und ist vor allem in Sümpfen und Feuchtwiesen sowie in Waldnähe, aber nicht innerhalb von Wäldern zu finden.

## Lebensweise
Die Weibchen saugen Blut von Säugetieren, wohingegen sich die Männchen von Nektar und Pflanzensäften ernähren. Wie die meisten Bremsen benötigen die Weibchen der Regenbremse eine Blutmahlzeit zur Eientwicklung. Die Eiablage erfolgt in geschichteten Eipaketen an Pflanzen in Wassernähe. Die Larven leben im Wasser oder feuchtem Boden und beziehen den notwendigen Sauerstoff durch Hautatmung. Sie ernähren sich von Detritus und Aas.
Die Flugzeit der Art reicht von Mai bis Oktober. Gerade im Hochsommer kommt es häufig zu Stichen an Menschen. Anders als zum Beispiel Stechmücken oder die Rinderbremse nähert sich die Regenbremse beinahe lautlos. Dem Stich folgt wie bei den meisten blutsaugenden Insekten eine Quaddelbildung und ein starker Juckreiz. Es können dabei auch Krankheiten wie Milzbrand oder die Weilsche Krankheit übertragen werden.

## Namensherkunft
Die Namen Regenbremse sowie Gewitterbremse beziehen sich auf die besonders hohe Aktivität und Stechbereitschaft von Haematopota pluvialis kurz vor und bei Regen. Die Herkunft des Namens Blinde Fliege ist nicht restlos geklärt. In der Literatur findet sich die Erklärung, dass sich der Name auf die getrübten Flügel bezieht sowie, dass die Bezeichnung auf der Tatsache beruht, dass sich die Regenbremse bei der Nahrungsaufnahme leicht erschlagen lässt, als ob sie blind wäre. Gelegentlich heißt es auch, der Name stamme von der früher verbreiteten Annahme, dass der Biss eines Weibchens einen Menschen erblinden lassen kann. Neben der Regenbremse wird jedoch auch manchmal die Bremse allgemein oder die Gemeine Blindbremse (Chrysops caecutiens) als Blinde Fliege bezeichnet.